# Yohannes Sahle
Yohannes Sahle   (1 de gener de 1966) és un exfutbolista etíop i entrenador de futbol.
Dirigí la selecció de futbol d'Etiòpia (2015-16), així com els clubs Dedebit FC (2016-16), Mekelle City FC (2017-18) i Dire Dawa City FC (des de 2018).
A la selecció fou reemplaçat per Gebremedhin Haile.